# Bulo Bulo
Bulo Bulo (auch: Bulu Bulu) ist eine Landstadt im Departamento Cochabamba im südamerikanischen Anden-Staat Bolivien.

## Lage im Nahraum
Bulo Bulo ist zweitgrößte Ortschaft des 2004 neu geschaffenen Municipios Entre Ríos in der Provinz Carrasco. Die Stadt liegt auf einer Höhe von 242 m zwischen dem Río Ichoa im Westen und dem Río Ichilo im Osten.

## Geographie
Bulo Bulo liegt im bolivianischen Tiefland an den nordöstlichen Ausläufern der Cordillera Oriental. Das Klima ist ein tropisches Feuchtklima mit einer deutlich ausgeprägten Regenzeit.
Die Region weist eine mittlere Jahrestemperatur von 26 °C auf, die Monatsdurchschnittswerte liegen zwischen 23 °C im Juli und gut 28 °C von November bis Februar (siehe Klimadiagramm Puerto Rether). Der durchschnittliche Jahresniederschlag beträgt 1700 mm, mit Monatswerten zwischen 200 und 300 mm von Dezember bis Februar und ausreichend Feuchtigkeit in allen Monaten.

## Wirtschaft
Von 2013 bis 2016 errichtete Samsung C&T für YPFB hier ein Düngemittelwerk (Ammoniak, Harnstoff), welches den einheimischen Bedarf abdeckt und zusätzlich Kapazität für den Export nach Brasilien und gegebenenfalls weitere Nachbarländer bereithält. Dafür wurde die Eisenbahnlinie aus Montero um 148 km verlängert. Es waren viele Ingenieurbauten nötig, darunter eine 799 m lange Brücke über den Río Yapacaní. Die Gesamtinvestitionen beliefen sich auf rund eine Milliarde US-Dollar. Geplant ist, darauf aufbauend eine petrochemische Industrie zu errichten.

## Verkehrsnetz
Bulo Bulo liegt in einer Entfernung von 285 Straßenkilometern östlich von Cochabamba, der Hauptstadt des Departamentos.
Durch Bulo Bulo führt die 1657 Kilometer lange Nationalstraße Ruta 4, die von Tambo Quemado an der chilenischen Grenze im Osten quer durch das Land bis Puerto Suárez an der brasilianischen Grenze führt. Von Cochabamba aus erreicht man Bulo Bulo über Villa Tunari, Chimoré, Ivirgarzama und Entre Ríos. Die Nationalstraße überquert dann drei Kilometer östlich von Bulo Bulo bei Puerto Grether den Río Ichilo und führt weiter nach Warnes und Santa Cruz.

## Bevölkerung
Die Einwohnerzahl der Ortschaft ist in den vergangenen beiden Jahrzehnten auf fast das Dreifache angestiegen:
| Jahr | Einwohner | Quelle       |
| ---- | --------- | ------------ |
| 1992 | 1370      | Volkszählung |
| 2001 | 2389      | Volkszählung |
| 2012 | 3786      | Volkszählung |
| 2024 |           | Volkszählung |

Die Region weist einen überwiegenden Anteil an Quechua-Bevölkerung auf, im Municipio Entre Ríos sprechen 76,6 Prozent der Bevölkerung Quechua.